# Nova Monte Verde
Nova Monte Verde este un oraș în Mato Grosso (MT), Brazilia.